# Джон Э. Бортль
Джон Э. Бортль — американский астроном-любитель. Наиболее известен созданием шкалы Бортля для количественной оценки темноты ночного неба.
Джон Бортль провёл специальное исследование комет. Он записал тысячи наблюдений, относящихся к более чем 300 кометам. С 1977 по 1994 год Бортль являлся автором ежемесячной рубрики «Comet Digest» в журнале Sky & Telescope. Он также проявил особый интерес к переменным звёздам, записав более 200 000 наблюдений. С 1970 по 2000 год он редактировал ежемесячный циркуляр AAVSO для Американской ассоциации наблюдателей переменных звёзд.
Джон Бортль опубликовал свою шкалу темноты в журнале Sky & Telescope в 2001 году. Шкала варьируется от 1 (чрезвычайно тёмная сельская местность или национальный парк, обычно на большой высоте при низкой влажности и малом ветре) до 9 (внутреннее городское небо).

## Признание
- В 1974 году получил медаль от Тихоокеанского астрономического общества за значительный вклад в изучение комет.
- Был удостоен награды Американской ассоциации наблюдателей переменных звезд в 1983 году с номером 23 за свою редакцию Циркуляра AAVSO и запись наблюдений.
- В 1990 году он был удостоен премии Наблюдателей имени Э. Э. Барнарда от астрономов-любителей Западного побережья за его наблюдательную работу за кометами.
- Астероид (4673) Бортль был назван в его честь[1].
- Получил в 2010 году премию имени Вальтера Скотта Хьюстона от Астрономической лиги Северо-Восточного региона США.
- В 2013 году он получил награду Лесли Пельтье от Астрономической лиги[1].

В настоящее время является ведущим наблюдателем переменных звезд в истории Западного полушария, внеся более 210 000 визуальных наблюдений в базу данных AAVSO.